# Ginevrabotnen
Ginevrabotnen est la partie la plus septentrionale du Storfjorden, et les formes de la baie entre Barentsøya et  la Terre d'Olav V sur le  Spitzberg.
Ginevrabotnen est nommé d'après l'explorateur écossais James Lamont à la recherche de la "Ginevra" en 1858 et 1859 qui était sur le Spitzberg . 

A l'est, le Ginevrabotnen se réduit jusqu'à rencontrer l'île de Kükenthaløya. Il se divise et devient le Heleysundet  au nord de l'île, la séparant de la Terre d'Olav V  et le Ormholet au sud qui sépare l'île de Barentsøya.